# Giovanni di Bonandrea
Giovanni di Bonandrea (Bologna, 1248 circa – 1321) è stato uno scrittore italiano.
Notaio, fu autore della celebre Summa dictaminis (1292) e dal 1291 fu docente di retorica a Bologna.